# Нойз-рок
Нойз-рок (англ. noise rock) — жанр рок-музыки, возникший в конце 1970-х — начале 1980-х годов. Музыканты смешивают рок-музыку с шумом, используя при этом экстремальный уровень дисторшна и электрогитары.
Среди известных исполнителей — Sonic Youth, Big Black, Swans, Flipper, Cows, Scratch Acid, No Trend и The Jesus Lizard.

## Характеристики
Нойз-рок — это термин, который может обозначать два различных стиля, каждый из которых возник под влиянием разных источников и имеет разное стилистическое происхождение. В начале 1980-х годов музыкальный критик Роберт Кристгау ввёл термин «pigfuck» для описания Sonic Youth. Позже этот ярлык обрёл собственную жизнь, объединив таких музыкантов, как Big Black, The Jesus Lizard, Flipper, Cows, Scratch Acid и No Trend, которые были ближе к постхардкору и постпанку и часто ассоциировались с такими лейблами, как Amphetamine Reptile и Touch and Go. Другое направление жанра возникло в конце 1960-х годов и находилось под влиянием, более близким к искусству, и соотносилось с авангардной музыкой и психоделическим роком, первопроходцами которого были такие группы, как The Velvet Underground и Les Rallizes Dénudés, а позднее — Fushitsusha и Boredoms. Такие группы, как Sonic Youth, объединили как панковские корни жанра, так и его искаженное искусством звучание, используя альтернативные настройки и нетрадиционные техники, например, игру на гитаре барабанными палочками.
Sonic Youth — единственная группа нойз-рока, добившаяся коммерческого успеха: сингл «100%» из их альбома Dirty достиг 4-го места в американских чартах, а фронтмен группы Тёрстон Мур заявил:
Нойз занял место панк-рока. Люди, играющие нойз, на самом деле не стремятся стать частью мейнстримной культуры. Панк был поглощен, и на смену ему пришли андеграундная нойз-музыка и авангардная фолк-сцена.
Кроме того, ноу-вейв-сцена способствовала дальнейшему развитию нойз-рока, а сборник No New York оказал на него решающее влияние. Впоследствии такие группы, как Sonic Youth и Swans, стали ключевыми исполнителями нойз-рока, черпая вдохновение у композиторов ноу-вейва Гленна Бранки и Риса Чатема.
Нойз-рок представляет собой сплав рока и шума, обычно с использованием узнаваемой «роковой» инструментальной обработки, но с более широким использованием искажений и электронных эффектов, различной степени атональности, импровизации и белого шума.
Хотя нойз-рок никогда не пользовался широкой популярностью в мейнстриме, сырое, искажённое и насыщенное обратной связью звучание некоторых нойз-рок групп оказало влияние на шугейз, который пользовался некоторой популярностью в 90-х, особенно в Великобритании, и гранж, наибольший коммерческий успех которого принёс последний студийный альбом Nirvana In Utero, спродюсированный Стивом Альбини и в целом впитавший влияние таких групп, как Big Black, Wipers, Pixies, Dinosaur Jr. и the Jesus Lizard. Смесь панка, хеви-метала и нойз-рока в исполнении Butthole Surfers оказала большое влияние, особенно на раннее творчество Soundgarden. Другими влиятельными группами были Killdozer из Висконсина, Big Black из Чикаго и, прежде всего, Flipper из Сан-Франциско, группа, известная своим замедленным, мрачным и тягучим звучанием.

## История

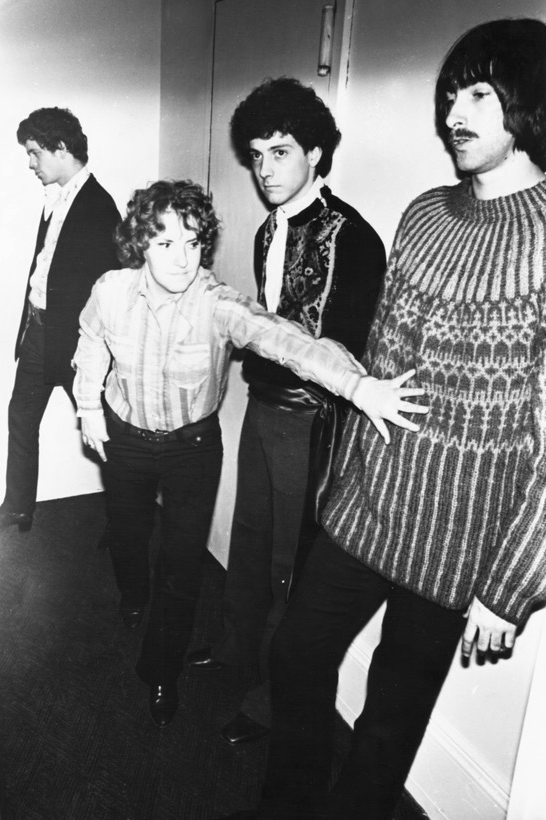
Альбом White Light/White Heat группы The Velvet Underground, вышедший в 1968 году, был задним числом признан первым альбомом в стиле нойз-рок.

### Предшественники (1960-е)
В середине-конце 1960-х годов использование гитарной обратной связи и дисторшна в рок-музыке стало еще более распространено среди групп, играющих в стиле гаражного рока и эйсид-рока, причем первопроходцами в этом направлении были такие артисты, как The Who, The Yardbirds, The Monks, Jefferson Airplane, The Velvet Underground, Джими Хендрикс и The Grateful Dead, чья игра на гитаре и техника начали граничить с нойзом.
В 1968 году группа The Velvet Underground выпустила альбом White Light/White Heat, который впоследствии был широко признан первым альбомом нойз-рока, а журнал Spin назвал его «пратекстом» этого жанра. Гитарист Лу Рид вдохновился фри-джазовым саксофонистом Орнеттом Коулманом, включив в свою музыку обратную связь, а также диссонирующий подход к электрогитаре. Некоторые андеграундные экспериментальные и психоделические рок-группы позже были признаны музыкальными критиками первопроходцами того, что впоследствии стало нойз-роком, например, Michael Yonkers, Cromagnon, Pärson Sound, The Godz, Fifty Foot Hose, The Sperm и Nihilist Spasm Band. Наиболее заметной из этих групп является Les Rallizes Dénudés, образованная в Киото, Япония, в 1967 году, которая черпала вдохновение в White Light/White Heat группы The Velvet Underground, и позже оказала влияние на нескольких исполнителей ранней японской нойз- и эйсид-рок сцены.
Кроме того, американские экспериментальные музыкальные группы также оказали влияние, например, The Residents, выпустившие шумную версию «Satisfaction» в 1976 году, и Half Japanese, чей мини-альбом Calling All Girls 1977 года позже оказал влияние на Sonic Youth и Курта Кобейна.

### Истоки (1970-е–1980-е годы)
Термин «нойз-рок» был придуман писателем Натом Фридландом в выпуске журнала Billboard от  22 июля 1972 года. В статье описывалось влияние немецкой сцены краут-рока на такие английские рок-группы, как Pink Floyd и Hawkwind, после чего Фридланд заявил: «Является ли Америка следующим шагом для тевтонского нойз-рока?». В конце 1970-х — начале 1980-х годов термин «нойз-рок» стал ассоциироваться с панк-группами, которые демонстрировали всё более грубый/абразивный подход.
К концу 1970-х годов, с появлением панк-рока и постпанка, группы стали придерживаться более жёсткого подхода к рок-музыке. Среди этих ранних исполнителей были влиятельная эйсид-панк группа Chrome из Сан-Франциско (позднее перепетая The Jesus Lizard), а также арт-панк группа MX-80, повлиявшая на Стива Альбини и Sonic Youth. Однако наиболее заметными из этих исполнителей была экспериментальная постпанк группа The Birthday Party. Вдохновлённые The Pop Group, они оказали влияние на «целое поколение американских нойз-рок групп, от Sonic Youth до Big Black и The Jesus Lizard». Среди других влияний — This Heat,, Swell Maps, Wire, The Fall и Pere Ubu. Кроме того, «Weird Noise E.P.» Британский DIY-панк-сингл разных исполнителей, выпущенный в 1979 году, стал самым ранним сборником нойз-рока.

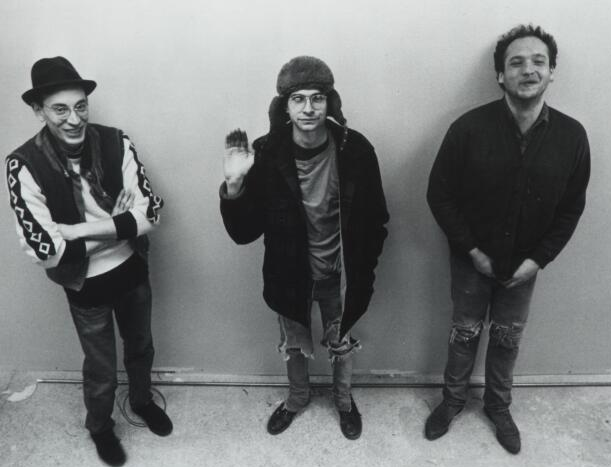
Американская рок-группа Big Black позирует в 1986 году. Слева направо: Сантьяго Дуранго, Стив Альбини и Дэйв Райли.

Гитарист Стив Альбини из нойз-рок-группы Big Black в 1984 году в статье заявил, что «хороший шум подобен оргазму». Он прокомментировал: «Кто угодно может играть ноты. В этом нет никакого трюка. Хороший трюк — это заставить гитару звучать совсем не как гитара. Суть в том, чтобы расширить границы». Он сказал, что Рон Эштон из The Stooges «издавал пронзительный предсмертный нойз» в «чудовищных песнях Игги». Альбини также упомянул Джона Маккея из Siouxsie and the Banshees, сказав: «The Scream примечателен парой вещей: только сейчас люди пытаются его копировать, и даже сейчас никто не понимает, как этому гитаристу удалось собрать весь этот бессмысленный шум в песни». Альбини также сказал, что у Кита Левена из Public Image Ltd была эта «способность извлекать из своей гитары мучительный звук». Кроме того, Энди Гилл из Gang of Four использовал протяжную, грубую гитарную партию в своей песне «Love Like Anthrax».
В статье о нойз-роке журнал Spin писал, что американский сборник No New York, спродюсированный Брайаном Ино и выпущенный в 1978 году, стал важным документом нью-йоркской ноу-вейв сцены конца 70-х, повлиявшим на такие группы, как Sonic Youth и Swans. В него вошли несколько песен первой группы Лидии Ланч Teenage Jesus and the Jerks, а также материал других групп: Mars, DNA и James Chance and the Contortions. Другие группы, не вошедшие в сборник, такие как Theoretical Girls, Suicide, The Notekillers, Red Transistor, The Static и Jack Ruby, также оказали влияние на сцену.

### 1980-е
В 1980-х годах Big Black, Sonic Youth и Swans были ведущими фигурами нойз-рока, а Sonic Youth стали первой нойз-рок группой, подписавшей контракт с крупным лейблом в 1990 году. Другими влиятельными группами были Scratch Acid, Oxbow, Barkmarket, The Dead C и No Trend. Такие нойз-рок-группы, как Ruins и Bitch Magnet, начали черпать вдохновение из мат-рока. Впоследствии Япония также внесла свой вклад, представив такие влиятельные группы, как High Rise, Boredoms, Zeni Geva и Mainliner. Позже на нойз-рок-сцене появились такие заметные группы, как Cows, Brainbombs, Rapeman, Season to Risk и Unsane.

### 1990-е-2000-е годы
Впоследствии, с развитием таких жанров, как постхардкор, в начале 1990-х годов, такие нойз-рок-группы, как Mclusky, U.S. Maple, Polvo, Unwound, Drive Like Jehu, Today Is the Day и Cherubs, начали дальше внедрять эти влияния в жанр нойз-рока, в то время как такие группы, как Helmet, привнесли влияние хеви-метала, и прежде всего Brainiac, которые смешали постхардкор с синт-панком. Стив Альбини основал влиятельную нойз-рок-группу Shellac в 1992 году, что способствовало дальнейшему развитию жанра, в то время как The Jesus Lizard в начале 1990-х годов стали «ведущей нойз-рок-группой» на американской сцене со своим «намеренно абразивным и атональным» стилем.

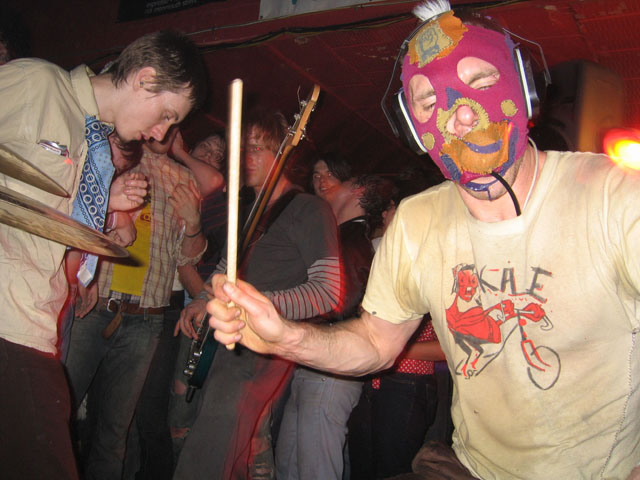
Группа Lightning Bolt в Southgate House (2005).

Позже, в 1990-х годах, термин нойз-панк (англ. noise punk) начал развиваться благодаря группе Lightning Bolt, которая стала ключевым игроком на нойз-панк-сцене 2000-х в Провиденсе, штат Род-Айленд, сосредоточенной вокруг арт-музыкального клуба Fort Thunder. Хотя Брайан Гибсон, басист группы, пренебрежительно относится к ярлыку «нойз-панк», заявляя: «Я ненавижу, ненавижу, ненавижу категорию „нойз-панк“. Мне очень не нравится, когда меня называют двумя словами, которые несут в себе столько лишнего. Это отвратительно». Среди других исполнителей нойз-панка можно назвать Arab on Radar, Liars, Boris, The Flying Luttenbachers, Zs, Laddio Bolocko, Hella, Royal Trux и Harry Pussy. В Японии известные нойз-рок-группы начали появляться из джапанойз-сцены, такие как Fushitsusha, eX-Girl, Destroy 2 и Space Streakings.
Известными нойз-рок-группами, появившимися в начале 2000-х, были Daughters, Japandroids, METZ, The Goslings и Death From Above 1979. А также более попсовые коллективы, такие как Pissed Jeans, Dope Body и Karp.

### 2010-е-2020-е годы
В начале 2010-х на сцену вышли такие исполнители нойз-рока, как Gilla Band, Whores и Mannequin Pussy. Дебютный альбом Black Midi, первопроходцев лондонской сцены Уиндмил, журнал Rolling Stone назвал нойз-роком. В 2018 году Daughters выпустили альбом You Won't Get What You Want, который получил признание критиков.
Впоследствии появились такие группы, как Sprain и Chat Pile, которые приобрели известность как группы нойз-рока.

## Родственные жанры

### Пигфак
Пигфак (англ. Pigfuck) — микрожанр нойз-рока, придуманный музыкальным критиком Робертом Кристгау в начале 1980-х годов. Изначально этот термин использовался для описания едких звуков молодой нойз-рок-группы Sonic Youth (похож на другой термин, который он придумал для описания резкой и шумной гитарной музыки «skronk»). Позже, обретя собственную жизнь, пигфак стал ассоциироваться со звучанием постхардкорных групп, таких как Big Black, Butthole Surfers, Cows, Scratch Acid, No Trend и Flipper, а также артистов на таких лейблах, как Touch and Go Records и Amphetamine Reptile Records.

### Нойзкор
Нойзкор — поджанр хардкор-панка и нойза, возникший в середине 1980-х годов. Среди известных исполнителей — Melt-Banana, Gore Beyond Necropsy, Fat Day и The Gerogerigegege.

### Щитгейз
Щитгейз (англ. Shitgaze) — один из первых интернет-микрожанров, созданный в начале 2000-х годов рок-группой Psychedelic Horseshit из Среднего Запада, которая стала первопроходцем нойз-рока, названного ими «щитгейз». Среди известных исполнителей — The Hospitals, No Age, Times New Viking, ранние Wavves, Grave Babies, Sic Alps, Vivian Girls, Sealings, ранние Best Coast, Meth Teeth, Pink Reason, The Bitters, Eat Skull и P.H.F..

### Нойз-поп
Иногда из нойз-рока выделяют отдельный жанр — нойз-поп (англ. Noise pop). Нойз-поп-исполнители концентрируются на привычной для поп-музыки структуре, при этом пытаясь включить в звучание шумовые элементы. Пример нойз-попа — альбом Psychocandy группы The Jesus and Mary Chain.

## Представители
Сайт Louder Sound опубликовал список из 5 самых важных альбомов нойз-рока:
- Flipper – Album – Generic Flipper (1982)
- The Jesus Lizard – Goat (1991)
- Unsane – Total Destruction (1993)
- Oxbow – An Evil Heat (2002)
- KEN mode – Null (2022)